# Waiba
Die Waiba (arabisch ويبة) war ein Hohlmaß, das vornehmlich in Ägypten für Getreide verwendet wurde. In europäischen Darstellungen wird sie auch als Wehbeh bezeichnet. 
Nach den Berechnungen von Walther Hinz entsprach die Waiba im 14.–15. Jahrhundert 15 Liter, im 19. Jahrhundert 33 Liter. In Ramla war sie ca. 37,8 Liter und in Tunis ca. 12,6 Liter groß.
Nach der Ökonomischen Enzyklopädie von 1789 war ein Schüttkegel über dem Gemäß vorgeschrieben. Das Gemäß hatte die Abmessungen innen von: kleiner Durchmesser 11 7⁄16 Zoll (dän.); großer Durchmesser 17 ⅛ Zoll und Höhe 8 Zoll.
- 1 Wehbeh = 1220 Pariser Kubikzoll = 4 Robba/Rubbe = 16 Kudde = 24,20 Liter (errechnet)